# Carlos Suárez Morilla
Carlos Suárez Morilla   (Oviedo, 1946 - Gijón, 19 d'octubre de 2019) va ser un cineasta espanyol.

## Biografia
Va estudiar al Liceu Francès de Madrid i es va llicenciar en Filosofia i Lletres i a l'Escola Oficial de Cinematografia (l'antiga Escola Oficial de Cinema). Traductor del francès de nombroses novel·les de Georges Simenon, va ser promotor de boxa a Astúries. També va treballar com a cronista esportiu i fotògraf de premsa d'un diari de Barcelona. Va ser el germà petit del director de cinema Gonzalo Suárez, amb el qual ha col·laborat en diverses de les seves pel·lícules.
Ha treballat com a director de fotografia en nombroses pel·lícules, entre les quals destaquen La escopeta nacional, Remando al viento i La vaquilla, i per a altres directors a més de Gonzalo Suárez, amb Pilar Miró, Luis García Berlanga o Jaime Chávarri. Va crear la productora Dos Ocho Cine, responsable de pel·lícules com Makinavaja, el último choriso, Los porretas (basada en la sèrie radiofònica La saga de los Porretas) i Manolito Gafotas, entre d'altres. Director de fotografia també en nombroses sèries de televisió, és autor de diversos espots de publicitat i tenia projectat establir a Llanes una escola de cinema.
Va debutar com a director de cinema amb el llargmetratge El jardín secreto el 1984.
Ha estat nominat en quatre ocasions als Premis Goya, alçant-se amb el guardó a la millor fotografia el 1989 amb Remando al viento.

## Pel·lícules
Fotografia (26 títols) 
- Maktub 2011
- La conjura de El Escorial 2008
- Oviedo Express 2007
- La torre de Suso 2007
- GAL 2006
- XXL 2004
- Una preciosa puesta de sol 2003
- La luz prodigiosa 2003
- Tuno negro 2001
- Dagon, la secta del mar 2001
- El portero 2000
- Petra Delicado 1999 (Serie de TV)
- El detective y la muerte 1994
- La reina anónima 1992
- El juego de los mensajes invisibles 1992
- Don Juan en los infiernos 1991
- Pareja enloquecida busca madre de alquiler 1989
- Remando al viento 1988
- La vaquilla 1985
- La noche más hermosa 1984
- Epílogo 1984
- Nacional III 1982
- Patrimoni Nacional 1981
- La escopeta nacional 1978
- Reina Zanahoria 1977
- La otra alcoba 1976

Guionista (2 títols) 
- Los porretas 1996
- Adiós, tiburón 1996

Director (5 títols) 
- El jardín secreto 1984
- Makinavaja, el último chorizo 1992
- ¡Semos peligrosos! (uséase Makinavaja 2) 1993
- Los porretas 1996
- Adiós, tiburón 1996

## Premis

### Premis Goya
| Any  | Edició       | Premi             | Pel·lícula                | Resultat  |
| ---- | ------------ | ----------------- | ------------------------- | --------- |
| 2009 | XXIII edició | Millor fotografia | La conjura de El Escorial | Candidat  |
| 2008 | XXII edició  | Millor fotografia | Oviedo Express            | Candidat  |
| 1989 | III edició   | Millor fotografia | Remando al viento         | Guanyador |
| 1992 | VIII edició  | Millor fotografia | Don Juan en los infiernos | Candidat  |